# Кокуйское городское поселение
Городско́е поселе́ние «Кокуйское» — муниципальное образование в Сретенском районе Забайкальского края Российской Федерации.
Административный центр — пгт Кокуй.
Распоряжением Правительства РФ от 29 июля 2014 года № 1398-р «Об утверждении перечня моногородов» муниципальное образование включено в категорию «Монопрофильные муниципальные образования Российской Федерации (моногорода), в которых имеются риски ухудшения социально-экономического положения».

## История
Статус и границы городского поселения установлены Законом Читинской области от 19 мая 2004 года «Об установлении границ, наименований вновь образованных муниципальных образований и наделении их статусом сельского, городского поселения в Читинской области».

## Население
| 2009  | 2010  | 2011  | 2012  | 2013  | 2014  | 2015  |
| ----- | ----- | ----- | ----- | ----- | ----- | ----- |
| 8296  | ↘7386 | ↘7385 | ↗7466 | ↘7393 | ↘7355 | ↘7312 |
| 2016  | 2017  | 2018  | 2019  | 2020  | 2021  |       |
| ↘7178 | ↘7163 | ↘7122 | ↗7174 | ↘7056 | ↘5540 |       |

## Состав городского поселения
| № | Населённый пункт | Тип населённого пункта      | Население |
| - | ---------------- | --------------------------- | --------- |
| 1 | Баян             | село                        | ↘10       |
| 2 | Кокуй            | пгт, административный центр | ↘5402     |
| 3 | Усть-Курлыч      | село                        | ↘131      |